# توکستلا چیکو
توکستلا چیکو (به اسپانیایی: Tuxtla Chico) یک منطقهٔ مسکونی در مکزیک است که در چیاپاس واقع شده‌است.

## خصوصیات
توکستلا چیکو ۸۵۷ کیلومترمربع مساحت و ۳۳٬۴۶۷ نفر جمعیت دارد.